# Lacandón
Lacandón (u vlastitom jeziku Hach Winik = 'pravi ljudi' ), jedno od plemena Mayan Indijanaca nastanjenih u džunglama La Selva Lacandona u meksičkoj državi Chiapas, duž rijeke Usumacinta. Sami sebe Lacandoni nazivaju Hach Winik ili  'pravi ljudi' . Njihovo porijeklo još nije sasvim razjašnjeno. Smatralo se da su direktni potomci neimara klasičnih gradova Maya: Palenque, Yaxchilan i Bonampak, no izglednije je da su u džunglu jugoistočnog Chiapasa uz Usumacintu došli u 17. i 18. stoljeću iz kako bi izbjegli španjolsku kolonijalnu dominaciju. Postoje razlike i u dijalektima kojima se služe Sjeverne i južne skupine Lacandona. 
Lacandoni su stanovnici kišne šume organizirani po malenim nezavisnim skupinama koje su 1970.-tih preseljene u tri glavna naselja. Južnoj skupini središte je selo Lacanjá Chansayab, na jugu blizu drevnog Bonampaka uz rijeku Lacanjá. Sjeverna skupina živi u selima Metzabók (Mensäbäk) i Najá na sjeveru lakandonske kišne šume. Posljednje od ova tri lakandonska sela je najtradicionalnije i smješteno blizu istoimenog jezera.

## Ime
Ime Lacandon dolazi po rijeci Lacantún /"gran peñón" ili "piedra erecta", uspravna stijena na chortí jeziku/, a označavao je manju grupu Chortí Indijanaca koja je u vrijeme konkviste živjela na jednom otoku na toj rijeci.

## Jezik
Jezik Lacandona pripada porodici Mayan, a razlikuju se među sobom dva dijalekta kojim govore Sjeverni i Južni Lakandoni. Ovi dijalekti srodni su s govorima ostalih pravih Maya, to su Yucateci, Itzá, Mopán, Cruzob ili Santa Cruz Maya i Icaiche. U novije vrijeme ima između 500 i 700 govornika (1990 SIL).

## Etnografija
Tradicionalni obrazac naselja među Lakandonima karakterizira grupa 6 do 15 srodnika koji čine jezgru grupiranu oko glave obitelji. Obično je to stariji muškarac koji je ujedno i duhovni vođa.
U prethodnim je dekadama uobičajena bila poligamna obitelj u kojoj je muškarac mogao imati između dvije i pet žena što je bilo statusni simbol i stvar prestiža. Protestantska denominacija branila je brak s više žena među Indijancima, pa je danas kod Lakandonaca uobičajeno imati tek jednu ženu. 
Religiozni sistem temelji se na prirodnim ciklusima. Kako je uobičajeno među Mayama prakticira se kult solarnih i lunarnih božanstava. Glavna božanstva neba, šuma i podzemlja vuku porijeklo direktno iz panteona starih maya. Tu su K'akoch, otac svih bogova (Xpiyacoc u Popul Vuhu kod Quichea ili Hunab Ku kod jukatanskih Maya. Sukunkyum je " Stariji brat našeg gospodina", stariji je brat Hachäkyuma. Äkyantho' izgleda poput svjetloputog stranca koji nosi šešir i pištolj. Hachäkyum je stvaraoc džungle i životinja i stvorio je ljude sa svojom ženom. Ovo božanstvo kod starih Maya poznato je kao Itzamna. Hachäkyum je imao i brojne pomoćnike kao što su: Mensäbäk bog kiše (predhispanski Yum Chac), Kisin, bog smrti i potresa, Ak K'ak', i suvremeniji Hesuklistos, kršćanski Isus Krist.

## Vanjske poveznice
- Lacandones / Hach Winik  Arhivirana inačica izvorne stranice od 9. lipnja 2007. (Wayback Machine)
- Lacandon Maya  Arhivirana inačica izvorne stranice od 1. rujna 2006. (Wayback Machine)
- Hach Winik Home Page
- Lacandon Cultural Heritage documentation project